# Taphozous theobaldi
Taphozous theobaldi — один з видів мішкокрилих кажанів родини Emballonuridae.

## Поширення
Країни поширення: Камбоджа, Індія, М'янма, Таїланд, В'єтнам. Був записаний від рівня моря до 1200 м над рівнем моря. Вид, як правило, пов'язаний з лісовими місцями мешкання, з печерами і глибокими тріщинами великих печер, які використовуються як місця спочинку.

## Загрози та охорона
Порушення місць спочинку є загрозою для виду. Зустрічається в багатьох охоронних територіях. 